# Diego López Rodríguez
Diego López Rodríguez (Paradela, 3 de novembro de 1981) é um ex-futebolista espanhol que atuava como goleiro.

## Carreira

### Real Madrid
Diego López nasceu em Paradela, Lugo, Galiza. O goleiro iniciou a carreira nas categorias de base do Lugo, mas logo migrou para o Real Madrid. Destaque no time C da equipe, ele foi emprestado ao Alcorcón na temporada 2001–02, e após o empréstimo, passou a defender o Real Madrid Castilla. Devido às boas atuações no Castilla, Diego López foi promovido à equipe principal do Real Madrid e tornou-se o reserva imediato de Iker Casillas nas duas temporadas seguintes da La Liga. López estreou oficialmente pelo clube no dia 6 de dezembro de 2005, contra o Olympiacos, numa derrota por 2 a 1 fora de casa, válida pela fase de grupos da Liga dos Campeões da UEFA.

### Villarreal
No final de junho de 2007, López foi contratado pelo Villarreal pelo valor de 6 milhões de euros. Começou a temporada como reserva do uruguaio Sebastián Viera, mas, após uma série de ótimas atuações, ele foi premiado com a titularidade e terminou a temporada com 20 partidas disputadas. López foi titular absoluto na temporada 2008–09, ajudando o Villarreal terminar em 5º lugar na La Liga, já que não perca um minuto de ação. Mais do mesmo na temporada seguinte, mas a equipe só alcançou um 7º lugar, portanto, fora da zona europeia. No entanto, como o 5º colocado Mallorca foi expulso da competição europeia devido à falência, o Valencia tomou o seu lugar nas eliminatórias da Liga Europa da UEFA. López teve destaque em todos os jogos do campeonato, mas um em 2011–12, sendo expulso frente ao Sevilla, em um empate em casa por 2 a 2, no segundo jogo da temporada.

### Sevilla
No dia 22 de maio de 2012, López assinou com o Sevilla por cinco anos, para uma taxa relatada de 3,5 milhões de euros. Ele alternou o status de titular com Andrés Palop durante sua passagem.

### Retorno ao Real Madrid

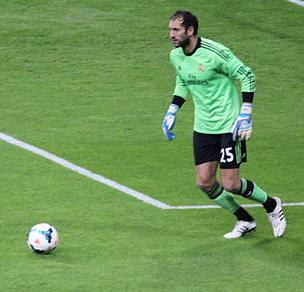
Diego López atuando pelo Real Madrid em 2013

Após o titular Iker Casillas ter sofrido uma lesão na mão, o Real Madrid anunciou a contratação de Diego López no dia 25 de janeiro de 2013. O arqueiro assinou com os merengues até junho de 2017. Logo ao chegar, ele afirmou que sempre sonhou em voltar ao clube. López reestreou pela equipe no dia 30 de janeiro, contra o Barcelona, num empate por 1 a 1 válido pela Copa do Rei.

### Milan
No dia 13 de agosto de 2014, o Milan anunciou sua contratação por quatro temporadas. O goleiro estreou pelo Milan num jogo contra a Lazio, no dia 31 de agosto, e a partida foi vencida por 3 a 1 pelo time de Milão. Neste jogo, López defendeu um pênalti batido pelo meio-campista italiano Antonio Candreva.

### Espanyol
Em agosto de 2016, sem muito espaço no clube rossonero, Diego López foi emprestado por uma temporada ao Espanyol.

### Rayo Vallecano
Foi contratado pelo Rayo Vallecano no dia 2 de julho de 2022, assinando por um ano com o clube.

### Aposentadoria
Em dezembro de 2023, aos 42 anos, Diego López anunciou oficialmente a sua aposentadoria.

## Títulos
Real Madrid Castilla
- Terceira Divisão Espanhola: 2004–05

Real Madrid
- La Liga: 2006–07
- Troféu Santiago Bernabéu: 2013
- Troféu Teresa Herrera: 2013
- Copa do Rei: 2013–14
- Liga dos Campeões da UEFA: 2013–14